# Sorstalanság (film)
A Sorstalanság 2005-ben bemutatott magyar–német–brit koprodukcióban készült filmdráma Koltai Lajos rendezésében. A forgatókönyvet saját azonos című regénye alapján Kertész Imre írta. Elkészültekor a legnagyobb költségvetésű magyar film volt, megközelítőleg 2,5 milliárd forintos büdzsével. Koltai Lajosnak ez volt az első rendezése, a filmben az operatőri feladatokat Pados Gyula látta el.

## Történet
Köves Gyuri tizennégy éves budapesti fiú, aki mindennapi (kirendelt) munkás életét éli 1944-ben. Majdnem olyan, mint a többség, egyetlen dolgot leszámítva: a zsidók sárga csillagját kell viselnie nyilvános helyen. Nem sokkal azután, hogy apját elviszik munkaszolgálatra, őt is begyűjtik, és marhavagonban Auschwitzba hurcolják, onnan pedig a buchenwaldi lágerbe, miután tizenhat évesnek kell hazudnia magát, hogy életben maradhasson. Nem lázad a sorsa ellen, nem lepődik meg, nem keres kiutat, a sors velejárójaként éli át a megpróbáltatásokat. Átmeneti barátságokra tesz szert, felnőttekkel és gyerekekkel egyaránt összeismerkedik: flegmák és rémültek, alkalmazkodók és vagányok bukkannak fel mellette a tömegből, és sodródnak el mellőle – ő pedig csak éli a mindennapokat, és megfigyel. Úgy gondolja, hogy nincs olyan képtelenség, amit ne élhetnénk túl. Közben rájön arra, mit is jelent a többségi társadalom számkivetettjének lenni.

## Szereplők
- Köves Gyuri (Nagy Marcell)
- Citrom Bandi (Dimény Áron)
- Kollmann (Harkányi Endre)
- Apa (Bán János)
- Nevelőanya (Schell Judit)
- Édesanya, aki elhagyta (Tóth Ildikó)
- Sütő úr (Gazsó György)
- Rozi (Dér Zsolt)
- Moskovich (Szabó Dani)
- Dohányos (Dóra Béla)
- Selyemfiú (Péntek Bálint)
- Fodor (Mertz Tibor)
- Finn (M. Kecskés András)
- Darázs (Bereczki Zoltán)
- Rendőr (Szarvas József)
- Német tiszt (Nemcsák Károly)
- Balszerencsés (Gyabronka József)
- Fleischmanné (Lázár Kati)
- Vili bácsi (Benedek Miklós)
- Lajos bácsi (Haumann Péter)
- Steiner (Rajhona Ádám)
- Terka (Molnár Piroska)
- Nagymama (Bakó Márta)
- Nagypapa (Kun Vilmos)
- Ápoló (Kocsis Gergely)
- Csendőrtiszt (Jászai László)
- SS tiszt (Zsótér Sándor)
- Orvos (Oberfrank Pál)
- Amerikai őrmester (Daniel Craig)

## Díjak, jelölések
- Berlini Nemzetközi Filmfesztivál (2005)
  - jelölés: Arany Medve – Koltai Lajos
- Camerimage (2005)
  - díj: Arany Béka – Pados Gyula
- Koppenhágai Nemzetközi Filmfesztivál (2005)
  - díj: Arany Hattyú (legjobb operatőr) – Pados Gyula
- Európai Filmdíj (2005)
  - jelölés: legjobb operatőr – Pados Gyula
  - jelölés: legjobb filmzene – Ennio Morricone

## A Sorstalanság számokban
A magyar filmtörténet egyik legnagyobb szabású vállalkozása. Magyar filmben soha korábban nem volt ennyi – mintegy százötven – beszélő szereplő, soha korábban nem építettek ekkora díszletet.
- Előkészítés: 2002 – 2003
- Forgatás: 2003. december 15-21., 2004. január 19–február 8., május 10–június 27.
- Utómunka: 2004. július 1. – 2005. január
- A film három ország, Magyarország, Németország, Nagy-Britannia koprodukciójában készült.
- A forgatás hossza: 11 forgatási hét, 59 forgatási nap.
- Főbb helyszínek: két hét Fóton, két hét Piliscsabán, egy hét Németországban, Erfurtban, egy hét Dunaújvárosban, hat nap a MAFILM műtermében, három nap Lóréven, két nap a paksi téglagyárban. Emellett további fontosabb helyszínek: Szabadbattyán, Mosonyi utca, budapesti utcák, Andrássy út, Börgönd, Lőrinc pap tér.
- Szereplők: 145 színész (a legtöbb színész egy napon a Rákosrendezőn forgatott szelektálás-jelenetben szerepelt: 35 fő), hozzávetőleg 10 000 statiszta, a legtöbb statiszta egy nap 500 fő volt (Rákosrendezőn).
- Stáb: átlagban 100 fő stábtag (a végefőcímen kb. 500 fő szereplő és munkatárs szerepel).
- Felhasznált anyagok: hozzávetőleg 70 000 méter exponált nyersanyag (35 mm-es Kodak tip: 250 D és 500 T); a hangfelvételhez 203 tekercs Nagra szalagra volt szükség.
- Forgatókönyv: 119 oldal, amit 146 képben, 653 beállításban és 2501 csapóval vettek fel (napi átlag 2 kép és 11 beállítás).
- Költségvetés: körülbelül 2,5 milliárd forint

## Nézettség
A nézettségi adatok szerint 449 724 jegyet adtak el rá, ezzel a tizedik legnézettebb magyar film a rendszerváltás óta. Egy kevésbé hiteles alternatív forrás szerint a nézőszám 452 136 volt.